# Резолюция Генеральной Ассамблеи ООН ES-11/8
Резолю́ция Генера́льной Ассамбле́и ООН ES-11/8 «Путь к ми́ру» — резолюция одиннадцатой чрезвычайной специальной сессии Генеральной ассамблеи Организации Объединённых Наций (ГА ООН), принятая 24 февраля 2025 года.
Резолюция выражет скорбь по поводу «гибели людей в ходе полномасштабного вторжения России на Украину», просит незамедлительно прекратить конфликт и призывает к установлению «справедливого, прочного и всеобъемлющего мира между Украиной и Россией в соответствии с Уставом ООН и принципами суверенного равенства и территориальной целостности государств».
Окончательный текст резолюции был принят при 93 голосах за, 8 против и 73 воздержавшихся.

## Предыстория
Резолюция была приурочена к третей годовщине вторжения России на Украину. Автором первоначального текста были США. В тексте был призыв к миру, но не уточнялось, кто начал конфликт и условия, на которых должен быть заключён мир. Россия предложила добавить отсылку к «коренным причинам» конфликта, однако поправка не была принята Генассамблеей. Франция, от имени европейских стран, внесла три поправки. Эти поправки были приняты. Отмечается, что США воздержались при голосовании за окончательный текст резолюции. Впоследствии исходный проект без поправок был принят Советом Безопасности ООН и стал Резолюцией СБ ООН 2774.